# Beijing Guo’an (zespół Superleague Formula)

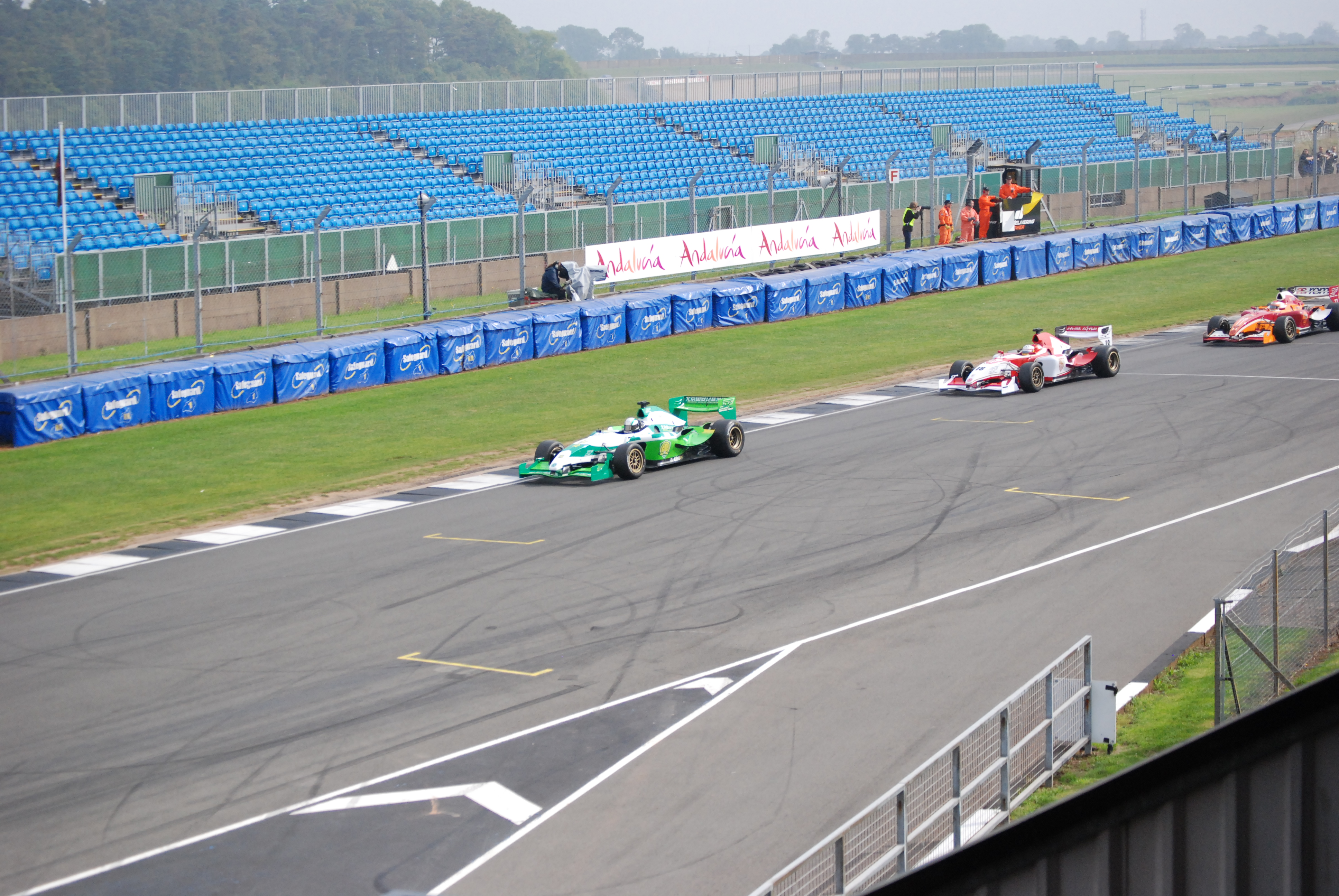
Bolid teamu na pierwszym miejscu wyścigu

Beijing Guo’an – chiński zespół wyścigowy reprezentujący klub piłkarski o tej samej nazwie w wyścigach Superleague Formula, istniejący w latach 2008 i 2010. Zwycięzca serii z 2008 roku.

## Wyniki

### 2008
| Kierowca     | 1   | 1   | 2   | 2   | 3   | 3   | 4   | 4   | 5   | 5   | 6   | 6   | Punkty | Miejsce |
| Kierowca     | DON | DON | NÜR | NÜR | ZOL | ZOL | EST | EST | VAL | VAL | JER | JER | Punkty | Miejsce |
| ------------ | --- | --- | --- | --- | --- | --- | --- | --- | --- | --- | --- | --- | ------ | ------- |
| Davide Rigon | 1   | 6   | 5   | 3   | 17  | 1   | 5   | 5   | 1   | 5   | 9   | 3   | 413    | 1       |

### 2010
| John Martin |  |  |  | 10 | 17 | X | 4 | 10 | X | 1 | 9 | 2 | 18 | 15 | X | 13 | 7 | X | 1 | 16 | 1 | 2 | 9 | 4 | 1 | 11 | 3 | 19 | DN | X | 11 | 6 | C | 1 | 6 | 1 | 453 | 9 |